# 島田正吾
島田 正吾（しまだ しょうご、本名: 服部 喜久太郎〈はっとり きくたろう〉、1905年〈明治38年〉12月13日 - 2004年〈平成16年〉11月26日）は、新国劇の俳優。横浜市生まれ。

## 来歴・人物
1905年（明治38年）横浜市保土ケ谷に生まれるが、父の仕事の都合で関西に移る。幼少期に母をなくし、いわゆるグレていたが、芝居好きだった。1923年（大正12年）に明星商業学校を中退後、澤田正二郎が率いる新国劇に入団。正二郎の急死後、辰巳柳太郎とともに主役級に抜擢され、1987年（昭和62年）に新橋演舞場で劇団創立70周年記念公演をうけて劇団を解散するまで、新国劇の大黒柱として活躍した。辰巳とは「動の辰巳、静の島田」と好対照のライバルとして知られた。
新国劇時代には『関の弥太っぺ』『瞼の母』『一本刀土俵入』などの長谷川伸の股旅物（またたびもの）をはじめ、『霧の音』『ビルマの竪琴』など現代劇の話題作も演じた。そのほかの代表作としては、戦国時代の武士・山本勘助を演じた主演作『風林火山』が知られ、1958年（昭和33年）から10年以上にわたり公演を続けた。
1951年（昭和26年）、山田五十鈴を相手役に『夏祭三度笠』で映画に初出演。以後、舞台でのヒット作を映画化した。1955年（昭和30年）の主演作『風雲三条河原』では幕末の志士・岡田以蔵役を演じる。また低い声と渋みをいかし、軍司令官や裏社会の実力者の役で存在感を発揮した。連続テレビ小説『ひらり』など、テレビドラマにも出演した。
1991年（平成3年）から2002年（平成14年）までは新橋演舞場で年1回『白野弁十郎』や『王将』といった新国劇の代表作を一人芝居にして上演。この一人芝居は自他ともに認めるライフワークとなり、多数のメディアでも取り上げられ「100歳まで続ける」と公言していた。
1994年（平成7年）には『十時半睡事件帖』で主演。前年に出演した連続テレビ小説『ひらり』と同スタッフで制作され、放送当時88歳9か月という日本のテレビドラマ主演俳優の最高齢記録が話題になった（現在も記録は破られていない）。
平成以降、現役最高齢俳優となっても意欲的に活動していたが、2002年（平成14年）8月15日に脳梗塞で倒れた後はリハビリに励んでいた。舞台復帰への念は凄まじく「99歳まで新国劇の芝居、100歳で新作を」と周りに言い、様々な演劇のビデオをリハビリの傍ら、欠かさず見続けていたという。
2004年（平成16年）11月26日午前4時45分に、脳梗塞のため死去。98歳没。墓所は川崎市春秋苑。島田の書斎の机の上には真山青果作『富岡先生』の台本が置かれていて、台本の側には99歳になったら演じると決めていた『ひとり芝居』のために推敲中の原稿もあったという。
直弟子には若林豪などがいる。評伝小説に吉川潮『芝居の神様　島田正吾・新国劇一代』（新潮社、2007年 / ちくま文庫、2011年）がある。

## 出演作品

### 舞台
- 関の弥太ッぺ
- 瞼の母
- 一本刀土俵入
- 霧の音
- ビルマの竪琴
- 王将
- 殺陣師段平
- 荒川の佐吉
- 私の沓掛時次郎
- 白野弁十郎
- 司法権
- 風林火山
- 夜もすがら検校（2002年）
- 建礼門院
- 佃の渡し
- 玄宗皇帝と楊貴妃
- 天守物語

### 映画
- 夏祭三度笠 （1951年、松竹） - 中乗り新三
- 武蔵と小次郎 （1952年、松竹） - 佐々木小次郎
- 鞍馬天狗 青面夜叉 （1953年、松竹） - 鞍馬天狗
- 国定忠治 （1954年、日活） - 日光の円蔵
- 沓掛時次郎 （1954年、日活） - 沓掛時次郎
- 地獄の剣豪 平手造酒 （1954年、日活） - 千葉周作
- 六人の暗殺者（1955年、日活） - 伊吹武四郎
- 風雲三条河原 （1955年、新東宝） - 岡田以蔵
- 王将一代 （1955年、新東宝） - 入江名人
- 関の弥太ッぺ （1955年、新東宝） - 関の弥太ッぺ
- 大東京誕生 大江戸の鐘（松竹、1958年、演：松本幸四郎） - 西郷隆盛
- 大菩薩峠 （1960年、大映） - 島田虎之助
- 長脇差忠臣蔵 （1962年、大映） - 清水次郎長
- 義士始末記 （1962年、松竹） - 荻生徂徠
- 座頭市千両首 （1964年、大映） - 国定忠治
- 昭和残侠伝 一匹狼 （1966年、東映） - 秋津政次郎
- 日本侠客伝 雷門の決斗 （1966年、東映） - 中川喜三郎
- 日本のいちばん長い日 （1967年、東宝） - 森近衛師団長
- 女賭博師絶縁状 （1968年、大映） - 奈良井辰吉
- 若者よ挑戦せよ （1968年、東宝） - 大芝電機社長
- あゝ海軍（1969年、大映）
- あゝ陸軍隼戦闘隊 （1969年、大映） - 徳原好道
- 極道釜ヶ崎に帰る （1970年、東映） - 樋口定次郎
- 蝦夷館の決闘 (1970年)
- トラ・トラ・トラ! （1970年、20世紀フォックス） - 野村吉三郎
- 女渡世人 おたの申します（1971年、東映）- 矢吹幸作
- 暁の挑戦（1971年、新国劇、フジテレビ）- 岩田市長
- 日本人（1972年、出光興産社内研修用映画）- 日田重太郎
- 男の代紋（1972年、東映） - 相馬弥之助
- 日本沈没 （1973年、東宝） - 渡老人[2]
- 樺太1945年夏 氷雪の門（1974年、東洋映画） - 仁木師団長
- 八甲田山 （1977年、東宝） - 友田少将
- ブルークリスマス （1978年、東宝） - 吉池理事
- 日本の黒幕 （1979年、東映） - 三田村海風
- 野菊の墓 （1981年、東映） - 巡礼の老人
- 櫂（1985年、東映） - 森山大蔵
- 帝都物語 （1988年、東宝） - 目方新
- あげまん （1990年、東宝） - 大倉善武
- 男はつらいよ 寅次郎の縁談 （1993年、松竹） - 田宮善右衛門
- 天守物語 （1995年、松竹） - 近江之丞桃六

### テレビドラマ
- 姿三四郎（1957年、KR）
- 殺陣師段平（1964年、NHK総合）
- 大河ドラマ（NHK総合）
  - 太閤記 （1965年） - 千利休
  - 春の坂道 （1971年） - 真田幸村
  - 国盗り物語 （1973年） - 快川国師
  - 勝海舟（1974年） - 老人
- 松本清張シリーズ 「左の腕」（1966年、KTV）
- 花のお江戸のすごい奴（1969年、CX） - 正五郎
- お嫁さん 第7シリーズ（1969年‐70年、フジテレビ / 松竹）- 本間礼助
- 大坂城の女 （1970年、KTV）
- 木下恵介・人間の歌シリーズ　俄－浪花遊侠伝（1970年、TBS）　- 佐渡守
- 日本怪談劇場 第5話「怪談・皿屋敷」（1970年、12ch） - 念仏佐次兵衛
- おんなの劇場「吉野太夫」（1970年、CX） - 日乾上人
- 大忠臣蔵 （1971年、NET） - 祐海
- 大岡越前 第2部 第15話「煙草屋喜八」（1971年8月23日、TBS / C.A.L） - 伊兵衛
- 水戸黄門（TBS / C.A.L）
  - 第4部 第21話「南部鉄瓶由来 -盛岡-」（1973年6月11日） - 佐々木嘉平次
  - 第6部 第31話「人情潮来節 -潮来-」（1975年10月27日） - カッパの伊平
  - 第7部 第3話「人情喧嘩まんじゅう -仙台-」（1976年6月7日） - 甘斎
- 剣客商売 第13話「鬼熊酒屋」（1973年、CX） - 鬼熊
- 旅人異三郎 第15話「親子の愛が墓標に甦った」（1973年、12ch） - 人斬り伊八
- 子連れ狼 （NTV）
  - 第1部 第27話「流れ影」（1973年） - 雲海
  - 第2部 第10話「邪気をはらう日」（1974年） - 三隅玄斉
- ぶらり信兵衛 道場破り 第20話「石になった道場主」（1974年、CX） - 飯能石斎
- 大江戸捜査網 第134話「夢に賭けた大泥棒」（1974年、12ch）
- 江戸を斬る 梓右近隠密帳 第25話「反乱前夜」、第26話「対決」（1974年、TBS） - 安藤帯刀
- 助け人走る 第30話「賃金大仕掛」（1974年、ABC） - 辰五郎
- 銭形平次 （CX）
  - 第422話「密告」（1974年） - 市兵衛
  - 第716話「娘岡っ引きが通る」（1980年） - 不忍の伊兵ヱ
  - 第794話「危うし!亀沢藩十二万石」（1982年） - 神林
- 遠山の金さん 杉良太郎版 第1シリーズ 第70話「帰って来た男」 （1977年、NET/東映）- 伴蔵
- あにき （1977年、TBS） - 加東松五郎
- 芙蓉の人（1977年 - 1978年、12ch）
- 雪姫隠密道中記 （1980年、MBS） - 日遙
- 大激闘マッドポリス'80 （1980年、NTV） - ジャパンマフィア首領・三田村亮介
- 母たることは地獄のごとく 炎の女・澤田美喜（1981年7月8日、NTV） - 岩崎久弥
- 幻之介世直し帖 （1981年 - 1982年、NTV） - 乾十左衛門
- 同心暁蘭之介 （1981年 - 1982年、CX） - 小田切土佐守
- 時代劇スペシャル / 仕掛人・藤枝梅安 梅安乱れ雲 （1983年、CX） - 白子屋菊右衛門
- 風よ、鈴鹿へ （1988年、TBS） - 吉村秀雄
- 詩城の旅びと （1989年、NHK総合） - 土屋良孝
- 鬼平犯科帳 第1シリーズ 第4話「血頭の丹兵衛」（1989年、CX） - 蓑火の喜之助
- 松本清張作家活動40周年記念・迷走地図 （1992年、TBS） - 入江宏文
- 連続テレビ小説 / ひらり （1992年 - 1993年、NHK総合） - 藪沢小三郎
- 月曜ドラマスペシャル / 火の玉婦長さん物語4 （1994年、TBS） - 村田
- 十時半睡事件帖 （1994年、NHK総合）　（主演。当時88歳9か月。日本のテレビドラマ主演俳優の最高齢記録）
- 棘・おんなの遺言状（1997年、NHK総合)

### CM
- 伊藤園「お〜いお茶」

## 受賞歴
- 1958年（昭和33年） 毎日演劇賞[1]
- 1969年（昭和44年） 紫綬褒章[1]
- 1974年（昭和49年） 芸術選奨文部大臣賞[1]
- 1976年（昭和51年） 勲四等旭日小綬章[1]
- 1982年（昭和57年） 長谷川伸賞
- 1983年（昭和58年） 松尾芸能賞演劇特別賞
- 1984年（昭和59年） 菊田一夫演劇賞
- 1992年（平成4年） フランス芸術文化勲章シュバリエ章[1]、菊池寛賞
- 1995年（平成7年）第32回ギャラクシー賞・テレビ部門個人賞
- 1999年（平成7年）第6回大山康晴賞を受賞（日本将棋連盟より）
- 2001年（平成13年）東京都名誉都民